# Museo civico di Castelbuono
Il Museo Civico di Castelbuono (MCC) è l'istituzione culturale cui è affidata la conservazione, la valorizzazione e la promozione del patrimonio culturale del Comune di Castelbuono (PA).
Primo obiettivo del Museo è quello di avviare un percorso di fruizione museale del Castello comunale dei Ventimiglia, sede e baricentro dell'azione dell'istituzione, simbolo del paese e – per le sue caratteristiche e funzioni – cuore della storia, del civismo, della cultura e del culto religioso.
Con tale prospettiva, il Museo fornisce spunti sull'evoluzione storico-architettonica dell'edificio e dell'intero contesto urbano, con apposite sezioni didattiche permanenti, rappresentando le due ipotesi storicamente più accreditate; si proietta nello scenario della produzione artistica contemporanea, ospitando mostre e una sezione permanente al primo piano, ed infine preserva ed espone i manufatti connessi al culto della patrona Sant'Anna, la cui sacra reliquia è custodita nello scrigno barocco dei Serpotta, la Cappella Palatina, al secondo piano.

## Archeologica

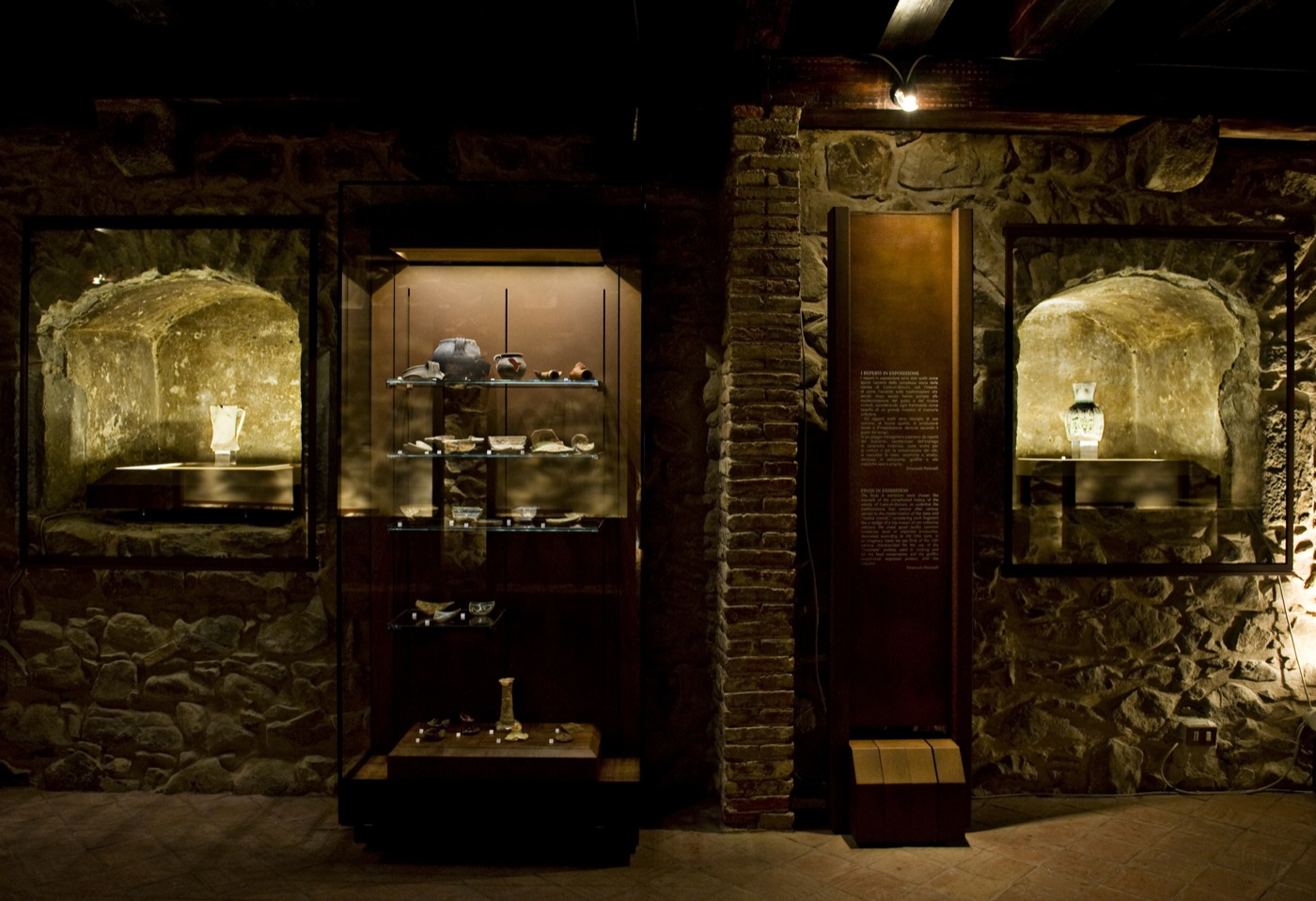
Sez. Archeologica

La sezione approfondisce la storia evolutiva del maniero dei Ventimiglia, attraverso pannelli didattici e tramite l'esposizione di oggetti di scavo rinvenuti dentro il castello durante il restauro degli anni novanta (vasellame, oggetti da cucina, epigrafi ed elementi costruttivi lapidei, ecc).

## Urbanistica
Ricostruzione didattica sull'evoluzione storica dell'abitato castelbuonese dal XII secolo ad oggi, con rappresentazione cronologica dello sviluppo architettonico dei principali monumenti.

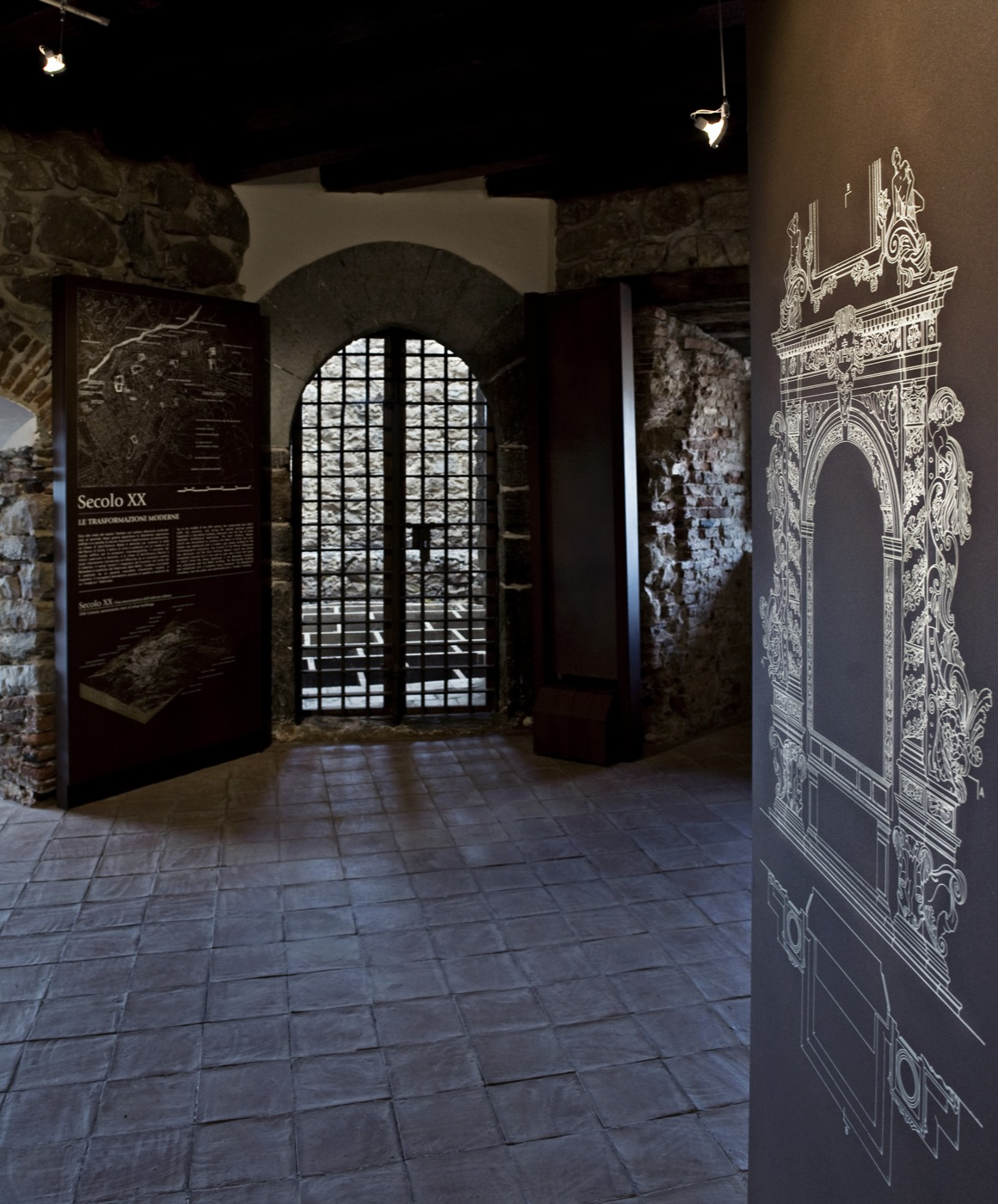
Urbanistica

## Pinacoteca

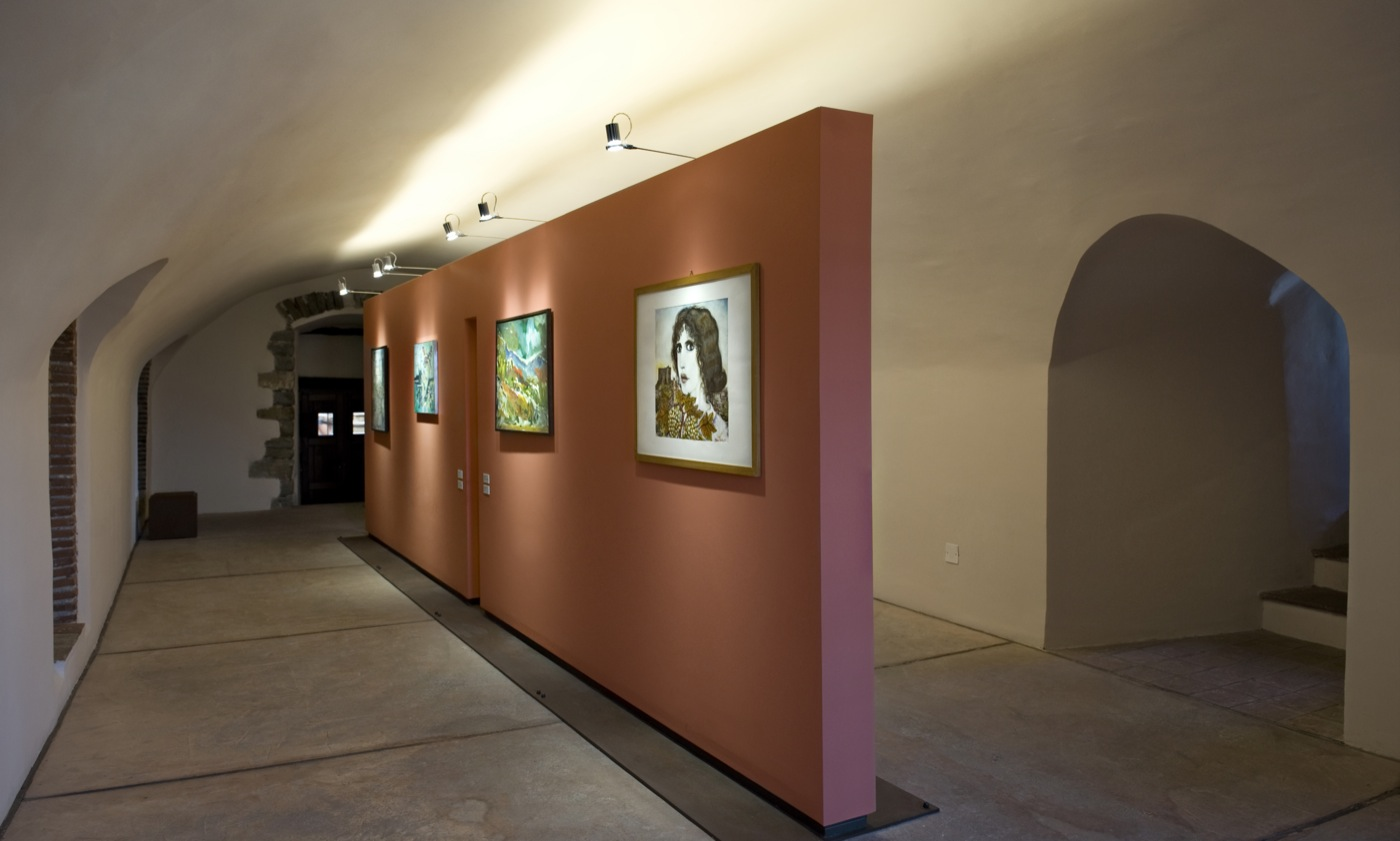
Pinacoteca

Il primo piano è sede della pinacoteca, il cui nucleo principale è costituito dal fondo della donazione di Luigi Di Piazza, tra cui sono presenti opere di Bardi, Cagli, Schifano, Ortega. Dal 2010 il Museo ha avviato un progetto di rilancio con nuove acquisizioni di opere rappresentative di linguaggi della nostra contemporaneità.

## Cappella Palatina
“La più fastosa cappella di maniero feudale che esista in Sicilia” (R.Santoro). Il barocco dei fratelli Serpotta - uno spettacolo sontuoso ed estremamente fitto di immagini - fa da cornice alla rigorosa sacralità della reliquia della madre della Vergine Maria.

## Arte sacra
Oro, argento, pietre preziose. Dipinti, testi liturgici, paramenti sacri. Opere d'arte testimoni di una fede sincera, quella dei castelbuonesi verso la propria patrona, che da secoli si manifesta in ex voto e processioni solenni, nella tradizione sacra che si sublima nella cultura civica.

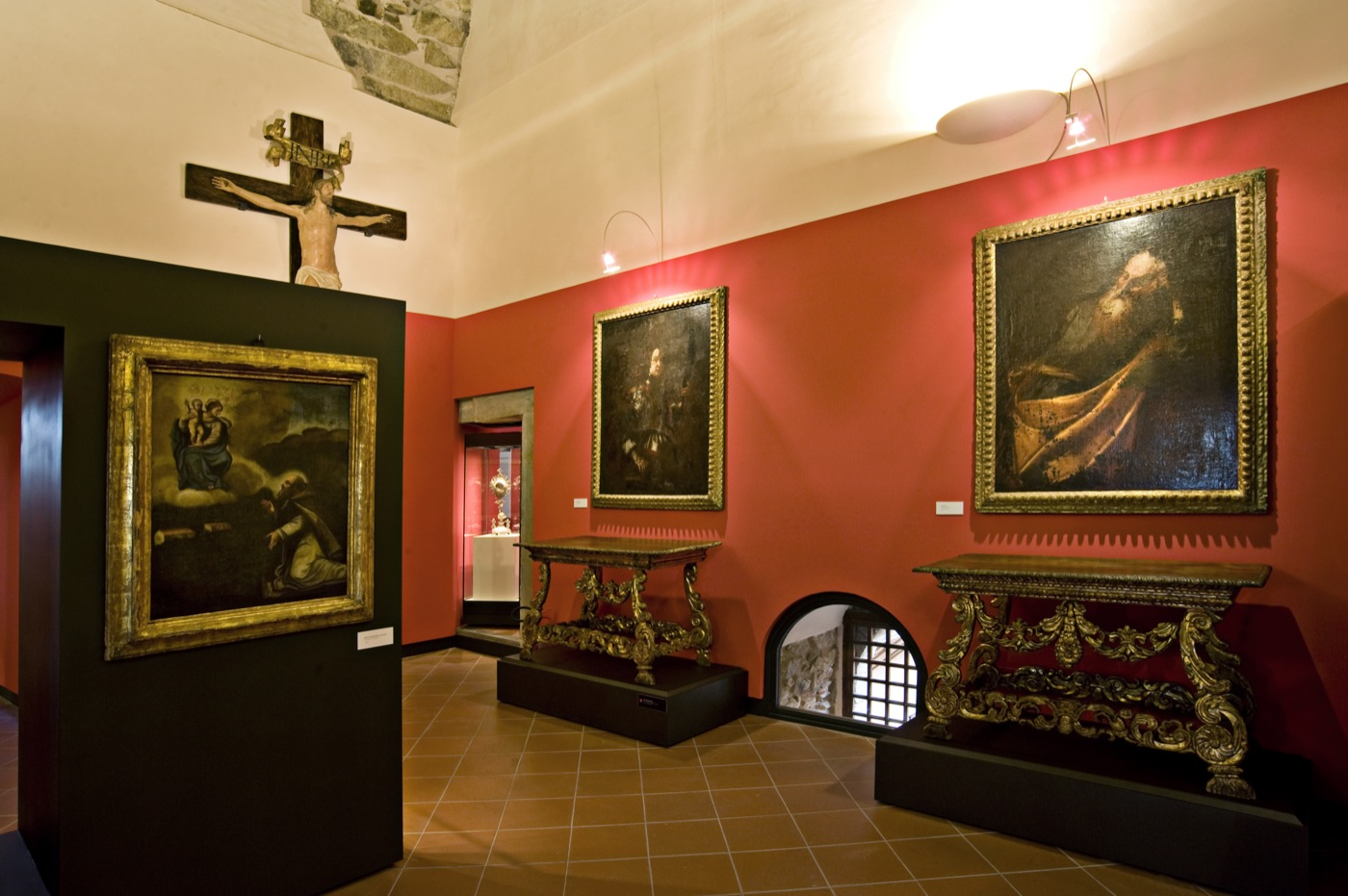
Sezione di Arte Sacra